# Naruyoshi Kikuchi
Naruyoshi Kikuchi (jap. 菊地 成孔, Kikuchi Naruyoshi; * 14. Juni 1963 in Chōshi) ist ein japanischer Musiker (Saxophon, Gesang, Komposition) im Bereich des Jazz und der Filmmusik sowie Autor.

## Biografie
Naruyoshi Kikuchi begann seine Musikerkarriere 1985 und arbeitete mit Yōsuke Yamashita und in Tsuneo Imahoris Band Tipographica. 1992 gründete er die J-Pop-Band Spank Happy. 1999 wurde er Mitbegründer der Gruppe Date Course Pentagon Royal Garden (DCPRG), die Jazz mit starken Einflüssen von Techno und House spielte. 2004 erschien sein Soloalbum Dégustation à jazz.
Zusätzlich arbeitete er mit einer Vielzahl meist japanischer Bands und Musiker zusammen, wie den Bands Ruins und Ground Zero, der Sängerin UA, dem Projekt Art Bears Revisited sowie mit den Jazzmusikern Hiroshi Minami, Otomo Yoshihide und dessen New Jazz Quintet sowie Tōkyō Zawinul Bach (東京ザヴィヌルバッハ, Tōkyō Zavinuru Bahha).
Neben seiner musikalischen Tätigkeit publiziert er regelmäßig Bücher und Essays, außerdem lehrt er an verschiedenen japanischen Hochschulen, z. B. von 2004 bis 2005 an der Universität Tokio und 2008 an der Keiō-Universität.
Er spielt avantgardistischen, postmodernen Jazz z. T. mit elektronischen Effekten. Neben dem Saxophonspiel singt er auf einigen seiner Stücke auch selbst.
Sein älterer Bruder ist der Romanautor Hideyuki Kikuchi.

## Diskografie

### Alben
- 2004: Degustation A Jazz
- 2004: Degustation A Jazz - Chansons Extraites
- 2005: Elizabeth Taylor En Amérique Du Sud
- 2006: Cure Jazz, mit der Sängerin UA
- 2006: La Pensée Sauvage, Naruyoshi Kikuchi y Pepe Tormento Azucarar
- 2007: The Revolution Will Not Be Computerized, Naruyoshi Kikuchi Dub Sextett
- 2008: In Tokyo, Naruyoshi Kikuchi Dub Sextett
- 2008: Estudios De Síntoma De Pérdida de Memoria, Naruyoshi Kikuchi y Pepe Tormento Azucarar
- 2008: Dub Orbits, Naruyoshi Kikuchi Dub Sextett
- 2009: New York Hell Sonic Ballet, Naruyoshi Kikuchi y Pepe Tormento Azucarar
- 2009: Flowers and Water, Naruyoshi Kikuchi & Hiroshi Minami

### Filmmusik
- 2003: 10 Minutes Older ("Sonic abstracts, based on the motion picture"), zusammen mit Combo Piano
- 2005: Wait Until Dark
- 2006: The Pavillion Salamandre
- 2009: Pandora No Hako